# Istvándi

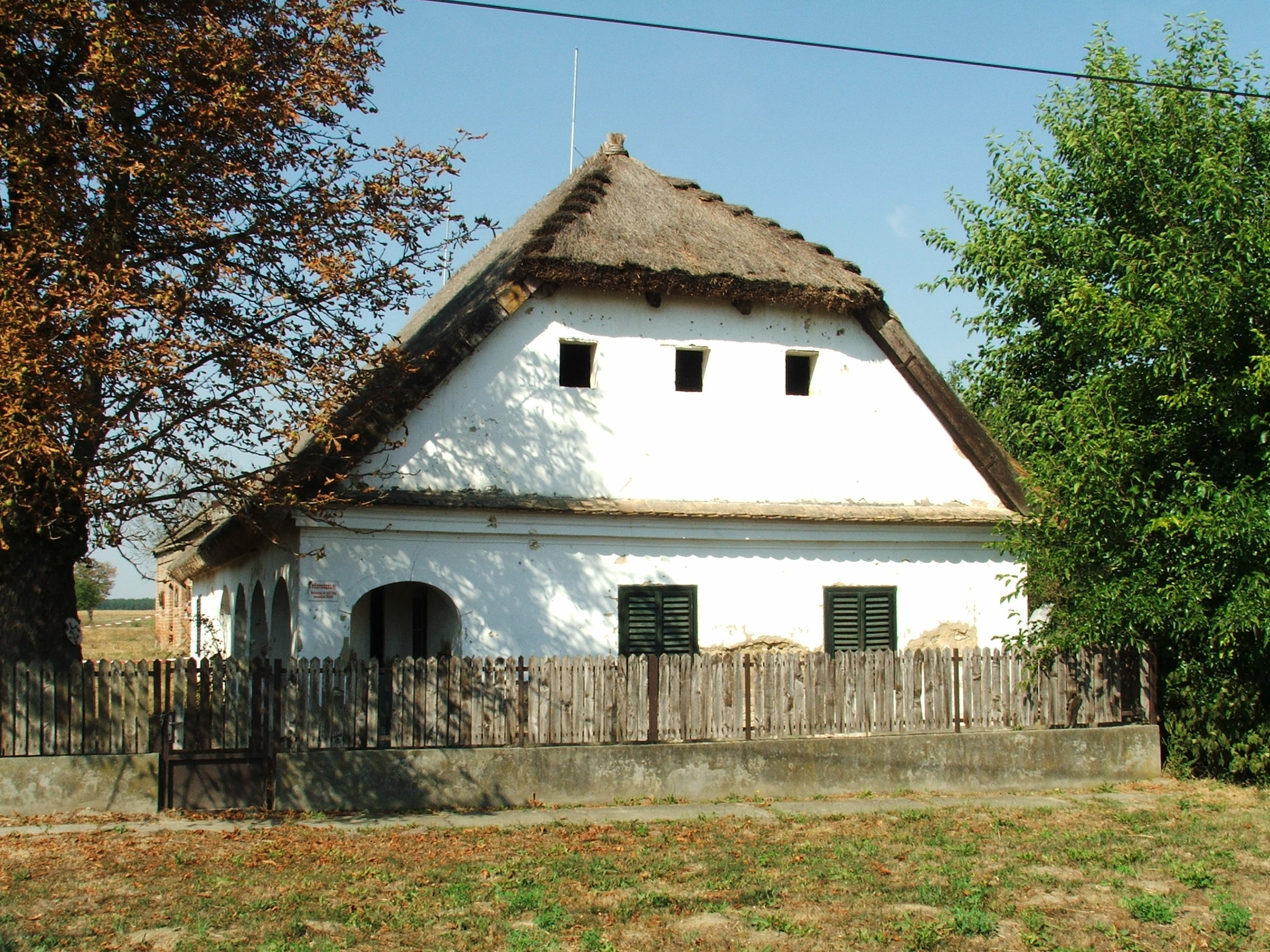
Kulturskyddad byggnad i Istvándi.

Istvándi är ett samhälle i provinsen Somogy i Ungern. Istvándi ligger i distriktet Barcs och har en area på 30,31 km². År 2019 hade Istvándi totalt 517 invånare.